# Fushë-Kuqe
Fushë-Kuqe é uma comuna (em albanês:  komuna) da Albânia localizada no distrito de Kurbin, prefeitura de Lezhë.